# Hippocentrum concisum
Hippocentrum concisum är en tvåvingeart som beskrevs av Speiser 1914. Hippocentrum concisum ingår i släktet Hippocentrum och familjen bromsar. Inga underarter finns listade i Catalogue of Life.